# Colin Baker (calciatore)
Colin Walter Baker (Cardiff, 18 dicembre 1934 – 11 aprile 2021) è stato un calciatore gallese, di ruolo centrocampista.

## Carriera

### Club
Durante la sua carriera ha giocato solo con il Cardiff City, con cui conta 18 gol in 293 partite.

### Nazionale
Conta 7 presenze con la nazionale gallese.

## Statistiche

### Cronologia presenze e reti in nazionale
| Cronologia completa delle presenze e delle reti in nazionale ― Galles | Cronologia completa delle presenze e delle reti in nazionale ― Galles | Cronologia completa delle presenze e delle reti in nazionale ― Galles | Cronologia completa delle presenze e delle reti in nazionale ― Galles | Cronologia completa delle presenze e delle reti in nazionale ― Galles | Cronologia completa delle presenze e delle reti in nazionale ― Galles | Cronologia completa delle presenze e delle reti in nazionale ― Galles | Cronologia completa delle presenze e delle reti in nazionale ― Galles |
| Data                                                                  | Città                                                                 | In casa                                                               | Risultato                                                             | Ospiti                                                                | Competizione                                                          | Reti                                                                  | Note                                                                  |
| --------------------------------------------------------------------- | --------------------------------------------------------------------- | --------------------------------------------------------------------- | --------------------------------------------------------------------- | --------------------------------------------------------------------- | --------------------------------------------------------------------- | --------------------------------------------------------------------- | --------------------------------------------------------------------- |
| 11-6-1958                                                             | Stoccolma                                                             | Galles                                                                | 1 – 1                                                                 | Messico                                                               | Mondiali 1958                                                         | -                                                                     |                                                                       |
| 4-11-1959                                                             | Glasgow                                                               | Scozia                                                                | 1 – 1                                                                 | Galles                                                                | Torneo Interbritannico                                                | -                                                                     |                                                                       |
| 6-4-1960                                                              | Wrexham                                                               | Galles                                                                | 3 – 2                                                                 | Irlanda del Nord                                                      | Torneo Interbritannico                                                | -                                                                     |                                                                       |
| 28-9-1960                                                             | Dublino                                                               | Irlanda                                                               | 2 – 3                                                                 | Galles                                                                | Amichevole                                                            | -                                                                     |                                                                       |
| 22-10-1960                                                            | Cardiff                                                               | Galles                                                                | 2 – 0                                                                 | Scozia                                                                | Torneo Interbritannico                                                | -                                                                     |                                                                       |
| 23-11-1960                                                            | Londra                                                                | Inghilterra                                                           | 5 – 1                                                                 | Galles                                                                | Torneo Interbritannico                                                | -                                                                     |                                                                       |
| 8-11-1961                                                             | Glasgow                                                               | Scozia                                                                | 2 – 0                                                                 | Galles                                                                | Torneo Interbritannico                                                | -                                                                     |                                                                       |
| Totale                                                                |                                                                       | Presenze                                                              | 7                                                                     |                                                                       | Reti                                                                  | 0                                                                     |                                                                       |

## Palmarès
- Coppa di Galles: 4

Cardiff City: 1955-1956, 1958-1959, 1963-1964, 1964-1965